# پیتر کوردا
 پیتر کوردا (انگلیسی: Petr Korda؛ زاده ۲۳ ژانویهٔ ۱۹۶۸) یک تنیس‌باز اهل جمهوری چک است.